# 古賀鯨太朗
古賀 鯨太朗（こが けいたろう、1991年4月27日 - ）は、神奈川県出身の元サッカー選手。ポジションは、ディフェンダー。

## 来歴
横浜FCの下部組織出身。熊本県立大津高校から進学した中央大学では、積極的な攻撃参加を得意とするディフェンダーとして活躍した。
2014年より、FC琉球へ入団したが、同年シーズン終了後に契約満了に伴い1年で退団。その後自身のFacebookで現役引退を発表した。

## 所属クラブ
- KAZU SC（横浜市立末吉小学校）
- 横浜FC鶴見ジュニアユース（横浜市立末吉中学校）
- 熊本県立大津高等学校
- 中央大学
- 2014年 FC琉球

## 個人成績
| 国内大会個人成績 | 国内大会個人成績 | 国内大会個人成績 | 国内大会個人成績 | 国内大会個人成績 | 国内大会個人成績 | 国内大会個人成績 | 国内大会個人成績 | 国内大会個人成績 | 国内大会個人成績 | 国内大会個人成績 | 国内大会個人成績 |
| 年度             | クラブ           | 背番号           | リーグ           | リーグ戦         | リーグ戦         | リーグ杯         | リーグ杯         | オープン杯       | オープン杯       | 期間通算         | 期間通算         |
| 年度             | クラブ           | 背番号           | リーグ           | 出場             | 得点             | 出場             | 得点             | 出場             | 得点             | 出場             | 得点             |
| 日本             | 日本             | 日本             | 日本             | リーグ戦         | リーグ戦         | リーグ杯         | リーグ杯         | 天皇杯           | 天皇杯           | 期間通算         | 期間通算         |
| ---------------- | ---------------- | ---------------- | ---------------- | ---------------- | ---------------- | ---------------- | ---------------- | ---------------- | ---------------- | ---------------- | ---------------- |
| 2008             | 大津高           |                  | -                | -                | -                | -                | -                | 0                | 0                | 0                | 0                |
| 2014             | 琉球             | 22               | J3               | 7                | 1                | -                | -                | 1                | 0                | 8                | 1                |
| 通算             | 日本             | 日本             | J3               | 7                | 1                | -                | -                | 1                | 0                | 8                | 1                |
| 通算             | 日本             | 日本             | 他               | -                | -                | -                | -                | 0                | 0                | 0                | 0                |
| 総通算           | 総通算           | 総通算           | 総通算           | 7                | 1                | -                | -                | 1                | 0                | 8                | 1                |

その他の公式戦
- 2014年
  - 沖縄県サッカー選手権大会 1試合0得点
- Jリーグ初出場 - 2014年4月29日 J3第9節 vsY.S.C.C.横浜（ニッパツ三ツ沢球技場）
- Jリーグ初得点 - 2014年5月4日 J3第10節 vs福島ユナイテッドFC（沖縄市陸上競技場）

## タイトル

### 個人
- 全国高等学校総合体育大会サッカー競技大会 大会優秀選手 (2009年)